# 石谷眞清
石谷 眞清（いしがや さねきよ）は、江戸時代の旗本。

## 生涯
享保9年（1724年）9月29日に父である石谷榮清の遺跡を継いだ。享保20年（1735年）4月9日、小姓組に配属された。延享元年（1744年）10月28日、32歳で死去。

## 子女
- 石谷澄清 - 父である石谷眞清の遺跡を継いだ。
- 斧之助